# Eumelea olivacea
Eumelea olivacea là một loài bướm đêm trong họ Geometridae.